# Legge di Peirce
In logica, la legge di Peirce deriva il suo nome dal filosofo e logico Charles Sanders Peirce. Essa è compresa tra gli assiomi nella sua prima assiomatizzazione della logica proposizionale. Si può considerare come un tertium non datur scritto in una forma che preveda solo un tipo di connettivo, ossia l'implicazione. È una tautologia della logica proposizionale.
Nel calcolo proposizionale, la legge di Peirce si può esprimere come ((P→Q)→P)→P.  Questo significa che condizione sufficiente che P sia vera è che P segua, per qualche proposizione Q, dalla verità dell'implicazione "se P allora Q". In particolare, quando Q fosse falsa, la legge dice che se P dev'essere vera ogni volta che essa implichi il falso, allora P è vera. In tal modo questa legge implica il terzo escluso.
La legge di Peirce non vale nella logica intuizionista e non può essere provata valida nella logica classica attraverso il solo teorema di deduzione, e rappresenta la differenza essenziale fra la logica positiva (una logica con la sola implicazione, intuizionista, come costante del linguaggio), in quanto aggiungendola agli assiomi si ottiene la logica classica.

## Derivazione intuitiva
Un modo semplice per dimostrare che la legge di Peirce è una tautologia valida è provarne l'equivalenza con altre ben note tautologie classiche
{\displaystyle ((p\rightarrow q)\rightarrow p)\rightarrow p\equiv \neg (\neg (\neg p\lor q)\lor p)\lor p} per definizione di implicazione materiale, e a sua volta
{\displaystyle \neg (\neg (\neg p\lor q)\lor p)\lor p\equiv ((\neg p\lor q)\land \neg p)\lor p} per le leggi di De Morgan e
{\displaystyle ((\neg p\lor q)\land \neg p)\lor p\equiv (\neg p\lor (q\land \neg p))\lor p} per distiributività della disgiunzione. Infine per associatività (e commutatività):
{\displaystyle (\neg p\lor (q\land \neg p))\lor p\equiv \neg p\lor p\lor (q\land \neg p)} che è sempre vero perché uno dei disgiunti è la tautologia del tertium non datur.